# Acton, Wrexham
Acton är en community i Storbritannien.   Den ligger i kommunen Wrexham och riksdelen Wales, i den södra delen av landet, 260 km nordväst om huvudstaden London. 
Acton utgör den nordöstra delen av staden Wrexham. 